# ماري دالريمبل
ماري دالريمبل (بالإنجليزية: Mary Dalrymple)‏ هي لغوية أمريكية، ولدت في 9 مارس 1954.